# Pallone sonda

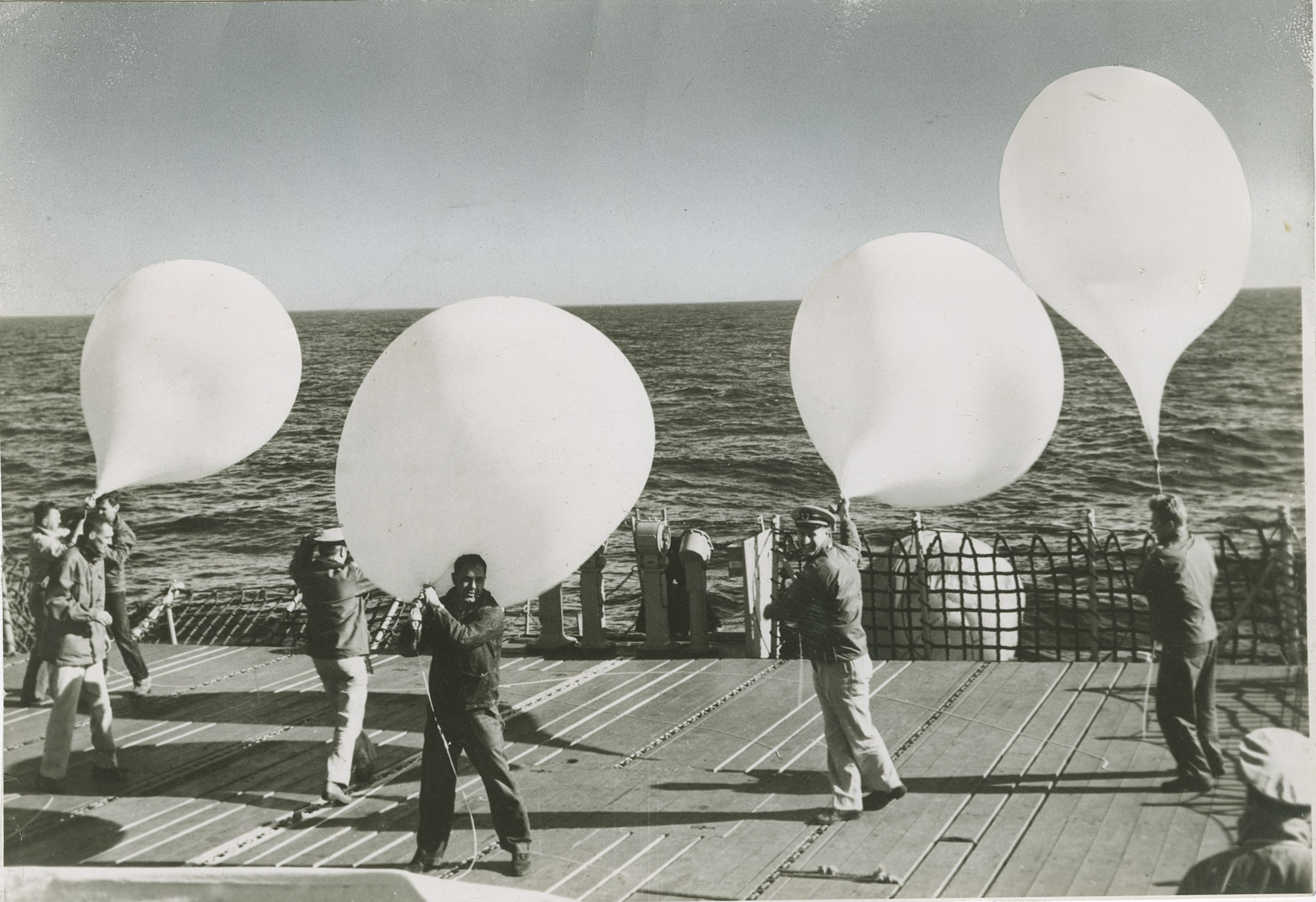
Lancio di palloni sonda per la rilevazione di dati meteorologici da una piattaforma marina.

Un pallone sonda è un particolare pallone aerostatico che porta a bordo degli strumenti di misura meteorologici. Gli strumenti presenti sul pallone sonda hanno il compito di raccogliere ed inviare le misurazioni effettuate, che riguardano la pressione atmosferica, la temperatura e l'umidità dell'aria.
La trasmissione dei dati meteorologici avviene tramite delle radiosonde, che sono particolari apparecchiature che sfruttano le onde radio per la trasmissione dei dati. Inoltre è possibile ottenere informazioni che riguardano il flusso delle correnti aeree (venti) registrando istante per istante la posizione del pallone aerostatico attraverso sistemi GPS, radar oppure tramite la tecnica del "direction finding".
Possono anche essere utilizzate delle radiosonde per applicazioni particolari, ad esempio per la misurazione della concentrazione di ozono nell'atmosfera.

## Costruzione del pallone sonda

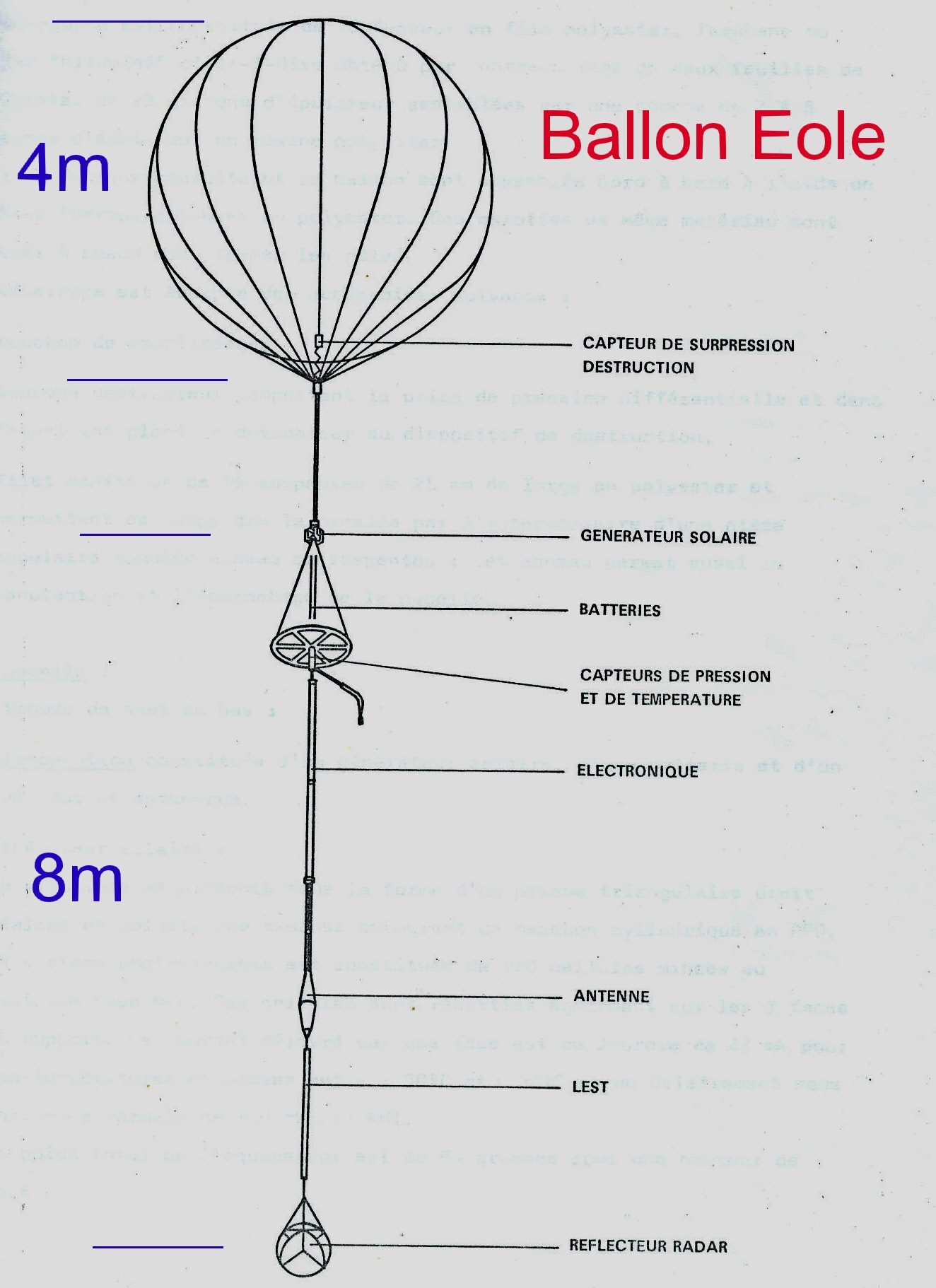
Schema costruttivo di un pallone sonda.

Il pallone sonda viene costruito generalmente in lattice oppure in cloroprene. L'estremità inferiore del pallone è collegata ad una fune, alla fine della quale è posizionata la radiosonda.
Il pallone è riempito di un gas con peso specifico minore dell'aria, quale ad es. idrogeno o elio, per cui permette al pallone sonda di sollevarsi. La velocità di ascesa del pallone è determinata dalla quantità di gas di cui è riempito. Generalmente il pallone viene perso per esplosione del pallone stesso al raggiungimento di pressioni atmosferiche esterne molto basse.

## Aziende produttrici
Le maggiori aziende produttrici di palloni sonda sono:
- Totex e Cosmopren (Giappone)
- Hwoyee (Cina)
- Pawan Rubber Products (India)
- Kaymont (Stati Uniti d'America).